# Know Your Enemy (álbum)
Know Your Enemy é o sexto álbum de estúdio da banda galesa de rock Manic Street Preachers. Foi lançado em março de 2001 pela gravadora Epic Records.
Recebeu críticas mistas a negativas da mídia especializada, embora tenha alcançado o segundo lugar nas paradas britânicas.

## Faixas
Todas as letras escritas por Nicky Wire, exceto "Ocean Spray", de James Dean Bradfield, todas as músicas compostas por Bradfield e Sean Moore, exceto "We Are All Bourgeois Now", escrita por Tim Gane, Malcolm Eden, John Williamson and Gary Baker.
| N.º | Título | Duração |  |
| 1.  | "Found That Soul"                                                                                             | 3:05    |  |
| 2.  | "Ocean Spray"                                                                                                 | 4:11    |  |
| 3.  | "Intravenous Agnostic"                                                                                        | 4:02    |  |
| 4.  | "So Why So Sad"                                                                                               | 4:02    |  |
| 5.  | "Let Robeson Sing"                                                                                            | 3:46    |  |
| 6.  | "The Year of Purification"                                                                                    | 3:39    |  |
| 7.  | "Wattsville Blues"                                                                                            | 4:29    |  |
| 8.  | "Miss Europa Disco Dancer"                                                                                    | 3:52    |  |
| 9.  | "Dead Martyrs"                                                                                                | 3:23    |  |
| 10. | "His Last Painting"                                                                                           | 3:16    |  |
| 11. | "My Guernica"                                                                                                 | 4:56    |  |
| 12. | "The Convalescent"                                                                                            | 5:54    |  |
| 13. | "Royal Correspondent"                                                                                         | 3:31    |  |
| 14. | "Epicentre"                                                                                                   | 6:26    |  |
| 15. | "Baby Elián"                                                                                                  | 3:37    |  |
| 16. | "Freedom of Speech Won't Feed My Children" (contém o cover da canção "We Are All Bourgeois Now", da McCarthy) | 13:12   |  |